# SN 2007mp
SN 2007mp – supernowa typu Ia odkryta 12 października 2007 roku w galaktyce A211635-0046. W momencie odkrycia miała maksymalną jasność 21,50m.